# Ernest R. Dickerson
Pour les articles homonymes, voir Dickerson.
Ernest R. Dickerson, né le 25 juin 1951 à Newark (New Jersey), est un réalisateur américain. Il a aussi été directeur de la photographie sur les premiers films de Spike Lee.

## Filmographie

### Réalisateur

#### Cinéma
- 1992 : Juice
- 1994 : Que la chasse commence (Surviving the Game)
- 1995 : Le Cavalier du Diable (Tales from the Crypt: Demon Knight)
- 1996 : À l'épreuve des balles (Bulletproof)
- 2001 : Bones
- 2004 : Never Die Alone (en)
- 2017 : Double Play (en)

#### Télévision
- 1997 : Blind Faith (en) (téléfilm)
- 1998 : Embuscade (téléfilm)
- 1998 : Futuresport (TV)
- 1998 : Stange Justice (TV)
- 2001 : Les Nuits de l'étrange (TV; 2 épisodes)
- 2002 : Our America (en) (TV)
- 2002 : Monday Night Mayhem (en) (TV)
- 2002 : Big Shot : Confession d'un bookmaker (Big Shot: Confessions of a Campus Bookie) (téléfilm)
- 2003 : Au-delà des barrières (en) (Good Fences) (TV)
- 2004 : The L Word (série TV)
- 2004 : New York 911 (Third Watch) (série TV)  (1 épisode)
- 2005 : Miracles Boys (TV; épisode 2)
- 2005 : Weeds (série TV; 1 épisode)
- 2005 : Esprits criminels (Criminal Minds) (série TV) (1 épisode)
- 2005 : Invasion (TV; 1 épisode)
- 2006 : Les Experts : Miami (série TV; 1 épisode)
- 2006 : The Evidence (série TV; 1 épisode)
- 2006 : Heroes (série TV; 1 épisode)
- 2006 : Les Maîtres de l'horreur (TV; 1 épisode)
- 2005-06 : Urgences (série TV; 3 épisodes)
- 2003-06 : Sur écoute (6 épisodes; série TV)
- 2006 : Tell Me You Love Me (TV; 1 épisode)
- 2007 : Les 4400 (1 épisode) (TV)
- 2008-.... : Dexter (série TV)
- 2011-.... : The Walking Dead (série TV)
- 2011 : Celui qui reste (Last Man Standing) (TV)
- 2022 : DMZ (mini-série) - 3 épisodes

### Producteur
- 2022 : DMZ (mini-série)